# 105e Coupe Grey
La 105e Coupe Grey est le match final de la saison 2017 de la Ligue canadienne de football, au cours duquel se sont affrontées l'équipe championne de la division Est, les Argonauts de Toronto, et l'équipe championne de la division Ouest, les Stampeders de Calgary. Le match s'est déroulé le 26 novembre 2017 dans la ville d'Ottawa, en Ontario, au Stade TD Place. Toronto l'a remporté 27 à 24, remportant leur 17e coupe Grey.
Le match a été présenté dans le cadre des célébrations du 150e anniversaire du Canada.